# Бунара (Петровац)
Бунара је насељено мјесто у општини Петровац, Република Српска, БиХ. Према попису становништва из 1991. у насељу је живјело 106 становника.

## Становништво
| Демографија | Демографија | Демографија |
| Година      | Становника  | Становника  |
| ----------- | ----------- | ----------- |
| 1948.       | 170         |             |
| 1953.       | 179         |             |
| 1961.       | 163         |             |
| 1971.       | 161         |             |
| 1981.       | 124         |             |
| 1991.       | 106         |             |